# 2005 في النمسا
فيما يلي قوائم الأحداث التي وقعت خلال عام 2005 في النمسا.

## سياسة

### تعيين في المنصب
- 1 أبريل – يورج هايدر BZÖ Chairman ‏.

## أفلام
من الأفلام التي صدرت هذه السنة في النمسا:
- 1 يناير – مخفي من إخراج مايكل هاينيكي.

## وفيات

### أبريل
- 5 أبريل – ويلهلم ويبر (مواليد 1916) عالم اقتصاد نمساوي.
- 26 أبريل – ماريا شيل (مواليد 1926) ممثلة نمساوية.

### نوفمبر
- 11 نوفمبر – بيتر دراكر (مواليد 1909)

### ديسمبر
- 6 ديسمبر – باول هالا (مواليد 1931) لاعب كرة قدم نمساوي.